# Старорусское (Сахалинская область)
Старорусское — село в Сахалинской области России. Подчинено городу Южно-Сахалинску. В рамках организации местного самоуправления входит в городской округ город Южно-Сахалинск.

## География
Расположено в юго-восточной части острова Сахалин, на берегу реки Большое Такое, в 25 км к северу от областного центра — города Южно-Сахалинск.
Климат
Находится в местности, приравненной к районам Крайнего Севера.
Как и весь остров Сахалин, входит в зону муссонов умеренных широт. Среднегодовая температура составляет +2,8 °С. Самым холодным месяцем является январь со среднесуточной температурой −12,2 °C, самым тёплым — август со среднесуточной температурой +17,3 °C.
Ввиду высокой влажности уже при температуре воздуха +22 °C в тени становится жарко и душно, комфортно и тепло — при +18 °C — 19 °C.
Расчётная температура наружного воздуха летом +25,7 °C, зимой −14 °C. Продолжительность периода со среднесуточной температурой ниже 0 °C составляет 154 суток, продолжительность отопительного периода 230 суток. Средняя температура наиболее холодной пятидневки −13 °C.).

## История
Село основано в 1885 году под названием Кресты. 
После перехода Южного Сахалина к Японии в 1905 году по Портсмутскому мирному договору, до 1945 года село относилось к японскому губернаторству Карафуто и называлось Миюки (яп. 深雪). 
После присоединения Южного Сахалина к СССР, в 1946—1947 годах посёлку планировали вернуть прежнее русское название Кресты, но в результате в 1947 году было присвоено другое название — Старорусское.
Указом Президиума Верховного Совета РСФСР от 15.10.1947 N 614/7 «Об образовании сельских Советов, городов и рабочих поселков в Сахалинской области», посёлок Старорусское вошёл в состав Березняковского сельского Совета Южно-Сахалинского района Сахалинской области РСФСР.
Границы населённого пункта установлены в 2002 году постановлением администрации Сахалинской области.
26 апреля 2004 года посёлок Старорусское преобразован в село.

## Население
| 1925 | 1935 | 2002 |
| ---- | ---- | ---- |
| 463  | 381  | 314  |

| 2002 | 2010 | 2013 | 2021 |
| ---- | ---- | ---- | ---- |
| 314  | ↘232 | ↘216 | ↗263 |

Национальный и гендерный состав
По переписи 2002 года население — 314 человек (171 мужчина, 143 женщины). Преобладающая национальность — русские (79 %).

## Инфраструктура
- Фельдшерско-акушерский пункт

## Транспорт
Доступен автомобильным и железнодорожным транспортом. Проходит федеральная автодорога А-393 «Южно-Сахалинск — Оха». Платформа Старорусское Сахалинского региона Дальневосточной железной дороги.